# Trofim Lysenko
Trofim Denisovich Lysenko (russisk: Трофим Денисович Лысенко; født 29. september 1898 – død 20. november 1976) var en sovjetisk agronom og biolog. Han var en stærk fortaler for lamarckismen, og overførte ideerne til vernalisering af vintersæd, hvorimod han afviste den mendelske genetik.
I 1940 blev Lysenko direktør for Landbrugsakademiet i Sovjetunionens Videnskabsakademi, og han brugte sin politiske indflydelse og magt til at undertrykke afvigende meninger og miskreditere, marginalisere og fængsle sine kritikere, hvilket ophøjede sine anti-Mendelianske teorier til sovjetisk statsideologi.
Sovjetiske videnskabsmænd, der nægtede at give afkald på genetik, blev afskediget fra deres poster og efterladt nødlidende. Hundredvis hvis ikke tusindvis af andre blev fængslet. Flere blev dømt til døden som fjender af staten, herunder botanikeren Nikolaj Vavilov. Lysenkos ideer og metoder, som senere blev betegnet lysenkoisme, bidrog til hungersnøden, der fik millioner af sovjetiske mennesker til at dø på grund af sult. Vedtagelsen af hans metoder fra 1958 i Folkerepublikken Kina havde tilsvarende katastrofale resultater, der kulminerede med den store kinesiske hungersnød fra 1959 til 1962. På trods af disse katastrofale fejl, havde noget af Lysenkos arbejde videnskabelige værdier, som blev anerkendt internationalt, og nogle af hans bidrag inden for videnskab, agronomi og biologi er blevet meget rost af en række verdensberømte videnskabsmænd.